# Wilgenhermelijnvlinder
De wilgenhermelijnvlinder (Furcula bifida, synoniem Cerura bifida) is een nachtvlinder uit de familie van de tandvlinders (Notodontidae), die verspreid over Europa en Noord-Afrika voorkomt. Hij heeft een voorvleugellengte van 16 tot 22 millimeter. De vlinder overwintert als pop in een stevige cocon tegen de bast.

## Waardplanten
De waardplanten van de wilgenhermelijnvlinder zijn de populier, met name ratelpopulier, en ook wel wilg. De Nederlandse naam is dus eigenlijk een beetje een misser, de Engelse naam Poplar kitten doet meer recht aan de waardplant van deze vlinder.

## Voorkomen in Nederland en België
De wilgenhermelijnvlinder is in Nederland en België een zeldzame soort die verspreid over het hele gebied voorkomt. Hij vliegt van half april tot eind augustus in twee generaties.